# Honda VFR 1200 X Crosstourer

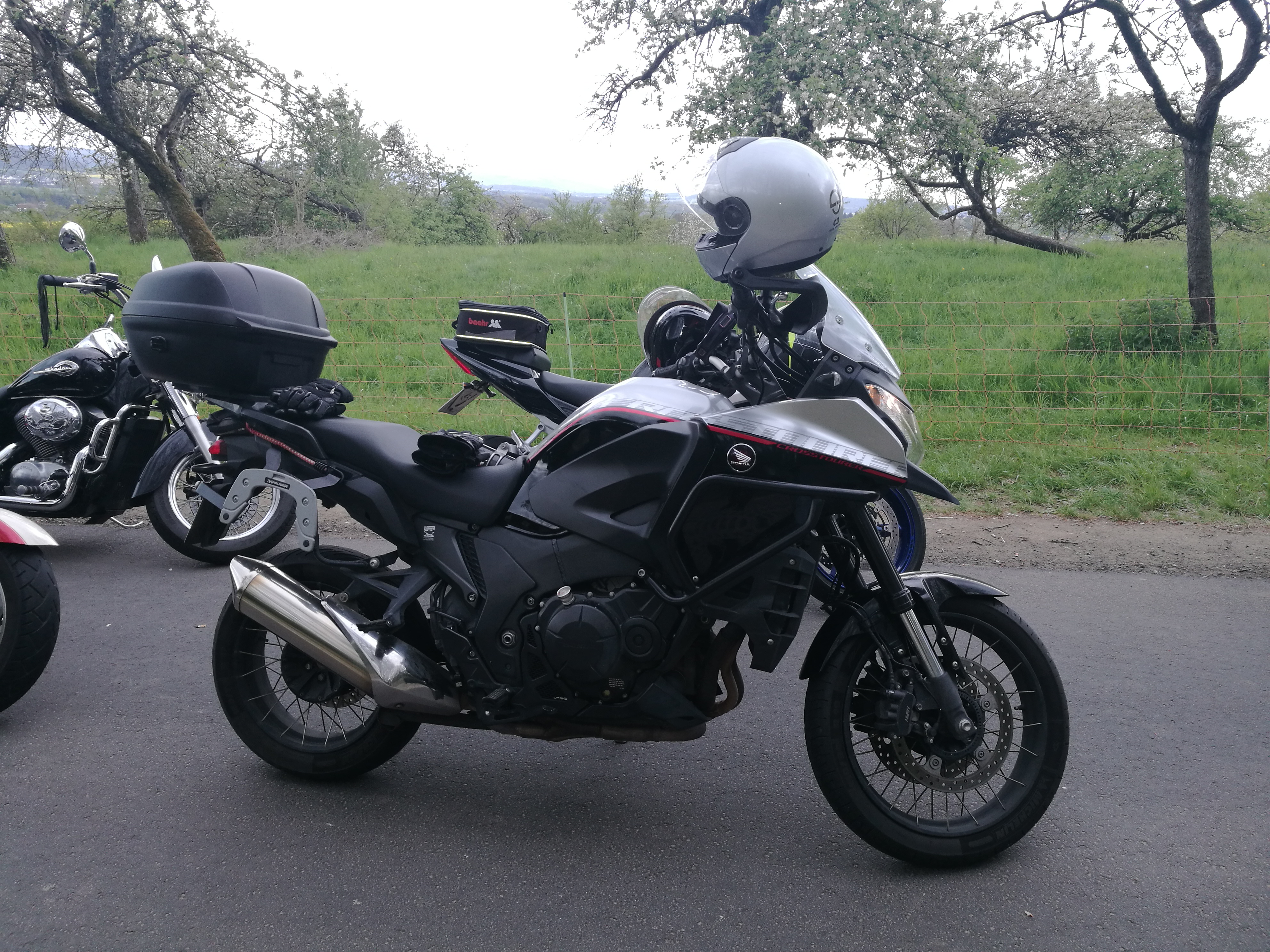
Honda Crosstourer 2015

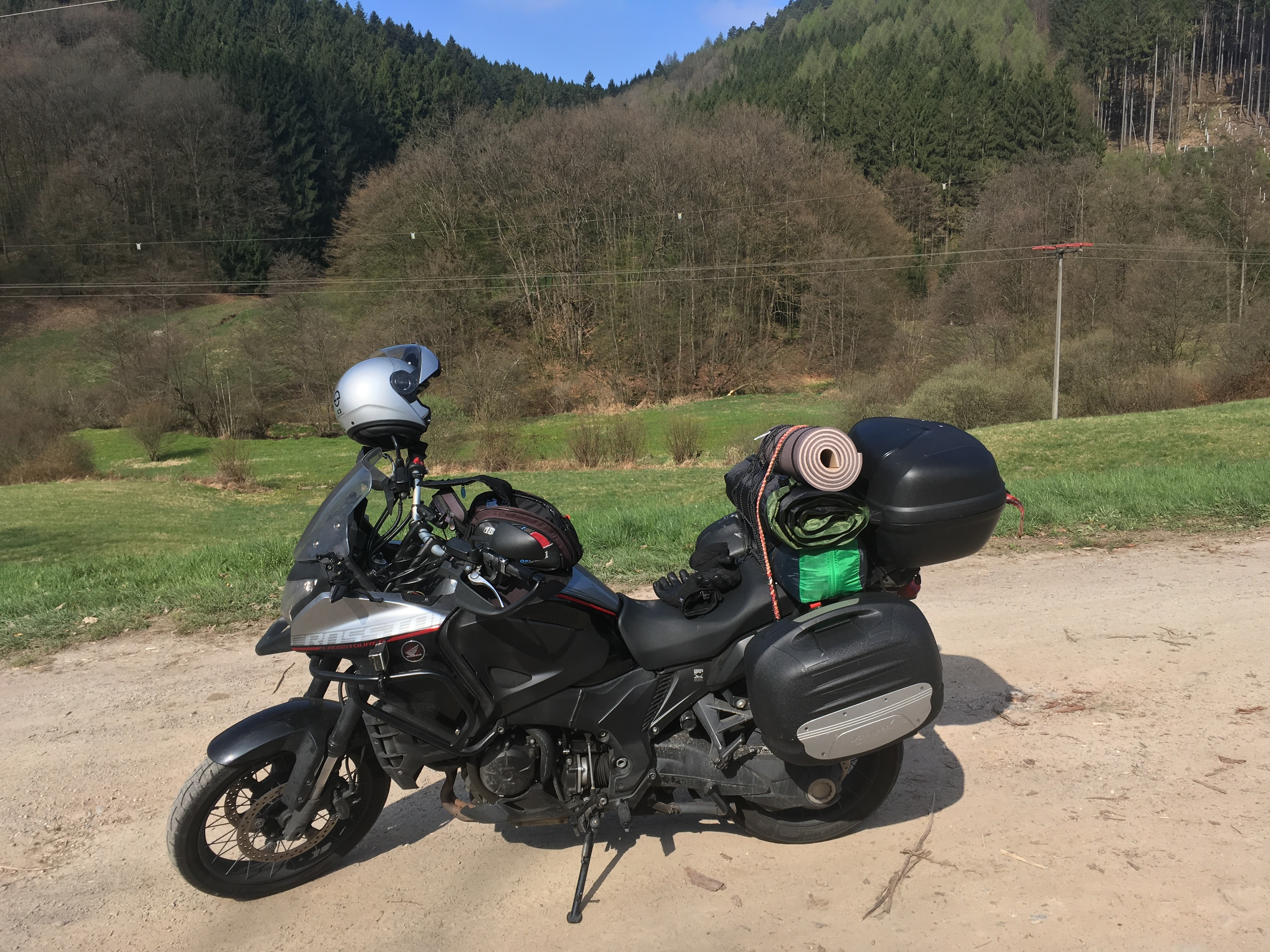
Honda Crosstourer 2015

Die VFR 1200 X ist ein Motorrad der Honda Motor Co., Ltd. Die Reiseenduro wurde am 13. November 2011 auf der Zweiradmesse EICMA in Mailand präsentiert und löste die Honda XL 1000 V Varadero ab. Das Schwestermodell der unter dem Namen Crosstourer vermarkteten VFR 1200 X ist die VFR 800 X Crossrunner. Der Modellcode lautet, seit der Überarbeitung des Modells im Jahr 2016, SC 76. Die Baujahre 2012–2016 werden als SC 70 geführt. Die Produktion wurde wegen fehlender Euro-5-Homologation Ende 2020 eingestellt.

## Technik

### Motor
Der Crosstourer wird von einem flüssigkeitsgekühlten Vierzylindermotor mit 1237 cm³ Hubraum angetrieben, der von dem Sporttourer VFR 1200 F abstammt, jedoch um 32 kW (44 PS) leistungsreduziert ist. Der quer eingebaute V-Motor hat einen Zylinderbankwinkel von 76 Grad und einen Hubzapfenversatz von 28 Grad. Der Viertaktmotor ist den Anforderungen einer Reiseenduro angepasst und erzeugt eine Nennleistung von 95 kW (129 PS). Das maximale Drehmoment von 126 Nm wird bei einer Drehzahl von 6500 min−1 erreicht. Jeder Zylinderkopf hat vier Ventile, die von einer oben liegenden Nockenwelle über Tassenstößel bzw. Kipphebel betätigt werden.
Das Motorrad beschleunigt in 4,0 s von 0 auf 100 km/h und erreicht eine elektronisch abgeregelte Höchstgeschwindigkeit von 210 km/h. Der Durchzug von 50 auf 120 km/h gelingt in 7,4 Sekunden. Der Kraftstoffverbrauch beträgt 6,1 l auf 100 km bei einer Durchschnittsgeschwindigkeit von 130 km/h. Der Kraftstofftank fasst 21,5 l und ermöglicht eine Reichweite von 364 km.

### Drive-by-Wire-Technik
Die Motorsteuerung (eng. Engine Control Unit, ECU) steuert Einspritzdruck, Einspritzdauer und Zündung in Abhängigkeit von Drehzahl, eingelegtem Gang und der Temperatur. Zusätzlich werden die Signale für die Stellmotoren der Drosselklappen über eine Steuereinheit ausgewertet, die das Potentiometer am Gaszug generiert. Diese Technik, die ohne Bowdenzüge auskommt, wird Drive-by-Wire oder in diesem Fall Throttle-by-Wire genannt.

### Doppelkupplungsgetriebe
Wie auch bei der VFR 1200 F ist für die VFR 1200 X ein Doppelkupplungsgetriebe (eng. Dual Clutch Transmission, DCT) wahlweise lieferbar. Im Unterschied zum Pkw wählt das Getriebe nicht auf der lastfreien Getriebewelle den nächsten Gang vor, sondern schaltet erst, wenn der Fahrer oder die Automatikfunktion den Befehl dazu gibt. Ein Schaltvorgang dauert mit 500 ms deutlich länger als die 200 ms bei aktuellen Autos mit Doppelkupplungsgetriebe, jedoch kann das Honda-DCT bei plötzlicher Gaswegnahme und anschließendem Herunterschalten schneller reagieren als das Doppelkupplungsgetriebe eines Pkw.

### Kardanantrieb
In die Einarmschwinge ist der wartungsarme Kardanantrieb integriert. Der Schwingendrehpunkt ist oberhalb und hinter dem vorderen Kreuzgelenk der Kardanwelle positioniert, die Welle verläuft folglich nicht exakt parallel zur Längsachse des Schwingenarms. Ein Schiebestück am homokinetischen Gelenk vor dem Tellerradgehäuse sichert beim Ein- und Ausfedern des Hinterrades den notwendigen Längenausgleich der Kardanwelle. Insgesamt drei Ruckdämpfer wurden im Antriebsstrang integriert: auf der Welle, zwischen Kupplung und Getriebeausgangswelle und vor dem Kardangelenk. Die Einarmschwinge stützt sich über eine progressive Hebelanlenkung und ein Zentralfederbein am Rahmen ab.

## Farbvarianten
Die Maschine wird 2012 in vier Lackierungsvarianten angeboten:
- Digital Silver Metallic
- Pearl Sunbeam White
- Pearl Cosmic Black
- Candy Prominence Red

Für das Modelljahr 2015 ist der Crosstourer erstmals in einer 2-Farben Lackierung verfügbar. Diese lauten:
- Digital Silver Metallic
- Pearl Glare White

## Marktsituation
Nachfolgend eine Aufstellung von Motorrädern mit vergleichbarer Motorcharakteristik und Fahrwerksgeometrie:
| Hersteller | Name                       | Motor | Hubraum | kW  | PS  | Nm  |
| ---------- | -------------------------- | ----- | ------- | --- | --- | --- |
| KTM        | 1190 Adventure             | V2    | 1195    | 110 | 150 | 125 |
| Ducati     | Multistrada 1200           | V2    | 1198    | 110 | 150 | 119 |
| Triumph    | Tiger Explorer             | R3    | 1215    | 101 | 137 | 121 |
| Honda      | VFR 1200 X Crosstourer     | V4    | 1237    | 95  | 129 | 126 |
| Aprilia    | ETV 1200 Caponord          | V2    | 1197    | 94  | 128 | 116 |
| Benelli    | TreK 1130                  | R3    | 1131    | 92  | 125 | 112 |
| BMW        | R 1200 GS (K 50)           | B2    | 1170    | 92  | 125 | 125 |
| Kawasaki   | Versys 1000                | R4    | 1043    | 87  | 118 | 102 |
| Yamaha     | XT 1200 Z Super Ténéré     | R2    | 1199    | 81  | 110 | 114 |
| BMW        | R 1200 GS Adventure (K 51) | B2    | 1170    | 92  | 125 | 125 |
| Moto Guzzi | Stelvio 1200               | V2    | 1151    | 77  | 105 | 113 |

## Kritiken
„Während wir uns beim kleineren Crossrunner noch schwergetan haben mit der Einsortierung und uns der Cross-over-Gedanke nicht ganz nachvollziehbar erschien, tun wir uns beim Crosstourer nun deutlich leichter. Ja, hier steht das ‚X‘ für Multifunktion, denn das schmale 19-Zoll-Vorderrad, die respektablen Federwege und die Kreuzspeichenräder sind glaubhafte Indizien für das bisschen an Adventure, was jeder SUV-Kunde gerne sehen möchte.“

„Allerdings wurde der 76-Grad-V4 für den Crosstourer-Einsatz deutlich überarbeitet, mit zahmeren Steuerzeiten, längeren und dünneren Ansaugstutzen sowie kürzeren und dünneren Krümmern und einem Dreikammer-Schalldämpfer auf Durchzug getrimmt. Mit Erfolg, denn die aus der VFR bekannte Lustlosigkeit speziell im unteren Drehzahlbereich ist passé. Der V4 mit 28 Grad Hubzapfenversatz, Big-Bang-Zündfolge und je einer obenliegenden Nockenwelle, die über Tassenstößel und Rollenkipphebel die Ventile steuert, marschiert vom ersten Meter an kernig und mit sattem V4-Sound los und entfaltet seine Leistung über den gesamten Drehzahlbereich so gleichmäßig wie berechenbar.“

„Honda bezeichnet die neue Crosstourer ehrlicherweise als Straßen-Enduro, was bei einem Leergewicht von 275 Kilogramm auch gut ist. Auf Schotterstrecken und Feldwegen kann sie noch leicht bewegt werden, schweres Gelände ist aber ihre Sache nicht mehr. Richtig wohl fühlt sie sich aber auf Asphalt.“

„Nun ist aus der Crosstourer kein Africa-Twin-Ersatz geworden, immerhin kann sie aber mit einer verheißungsvollen Mixtur locken: als technisches Kleinod ein V4-Motor mit 76 Grad Zylinderwinkel und 28 Grad Hubzapfenversatz. Das macht den Antrieb zu einem echten Seelenschmeichler: Druckvoll, kultiviert und geschmeidig marschiert die Honda los, von einem tollen Klang unterlegt, harmoniert aber bei weitem nicht mit dem Fahrgefühl, das hölzern und steif bleibt.“

„Honda hat ein ‚SUV‘ auf täuschende Drahtspeichenräder gestellt, eine Tourenmaschine mit gediegenem Komfort und nur geringfügig verlängerten Federwegen. Rase-Enduro und 1200er-V4-Antrieb scheinen nicht wirklich miteinander vereinbar zu sein.“